# Tellurimicrobium
Tellurimicrobium es un género de bacterias gramnegativas de la familia Blastocatellaceae. Actualmente contiene una sola especie: Tellurimicrobium multivorans. Fue descrita en el año 2016. Su etimología hace referencia a microbio de la tierra. El nombre de la especie hace referencia a degradación de muchos sustratos. Es aerobia e inmóvil. Tiene un tamaño de 0,3-0,7 μm de ancho por 0,8-2,3 μm de largo. Catalasa y oxidasa positivas. Crece en pequeños agregados. Forma colonias circulares, convexas, de color blanco con un matiz rosado y con márgenes regulares. Temperatura de crecimiento entre 14-43 °C, óptima de 34-37 °C. Tiene un tiempo de duplicación de 12 horas. Tiene un contenido de G+C de 59,4%. Se ha aislado de una muestra de suelo arenoso en el desierto de Kalahari, Namibia. 